# هاري بيرس (لاعب كرة قاعدة)
هاري بيرس (بالإنجليزية: Harry Pearce)‏ هو لاعب كرة قاعدة أمريكي، ولد في 12 يوليو 1889 في فيلادلفيا في الولايات المتحدة، وتوفي بنفس المكان في 8 يناير 1942.

## وصلات خارجية
- هاري بيرس على موقعبيزبول رفرنس.كوم (الدوري الرئيسي) (الإنجليزية)
- هاري بيرس على موقعبيزبول رفرنس.كوم (الدوري الثانوي) (الإنجليزية)